# Bitwa o Luzon
Bitwa o Luzon (tgl. Labanan sa Luzon) – bitwa stoczona od 9 stycznia do 5 sierpnia 1945 r. podczas wojny na Pacyfiku będącej częścią II wojny światowej przez wojska amerykańskie i ich sojuszników przeciwko siłom Japonii. Bitwa zakończyła się zwycięstwem aliantów, którzy przejęli kontrolę nad wszystkimi strategicznie i ekonomicznie ważnymi lokalizacjami filipińskiej wyspy Luzon do marca 1945 r., chociaż w górach maruderzy walczyli aż do bezwarunkowej kapitulacji Japonii. Po względem liczby unieszkodliwionych żołnierzy wroga było to największe zwycięstwo armii amerykańskiej podczas II wojny światowej; w bitwie zginęło od 192 tys. do 205 tys. japońskich żołnierzy (głównie z głodu i chorób). Śmierć poniosło także 10 tys. Amerykanów oraz między 120 tys. a 140 tys. filipińskich cywilów.

## Tło sytuacyjne
Jeszcze przed wybuchem wojny z Japonią dowództwo amerykańskie uważało, że Filipiny mają ogromne znaczenie strategiczne, ponieważ ich zdobycie przez Japonię stanowiłoby poważne zagrożenie dla pozycji USA w regionie. W rezultacie do października 1941 r. na Filipinach stacjonowało 135 tys. żołnierzy i 227 samolotów. Jednak Luzon, największa wyspa archipelagu filipińskiego, został zdobyty przez siły japońskie siły w 1942 r. podczas pierwszej kampanii filipińskiej. Gen. Douglas MacArthur, wówczas odpowiedzialny za obronę Filipin, został skierowany do Australii, a pozostałe siły amerykańskie wycofały się na Półwysep Bataan.
Kilka miesięcy później MacArthur wyraził przekonanie, że próba odzyskania Filipin będzie konieczna. Dowódca Floty Pacyfiku, adm. Chester Nimitz i szef operacji morskich adm. Ernest King sprzeciwiali się temu pomysłowi, argumentując, że musi on poczekać, aż zwycięstwo będzie pewne. MacArthur musiał czekać dwa lata na jego życzenie; to był rok 1944, zanim rozpoczęła się kampania zmierzająca do odzyskania Filipin. Pierwszym celem kampanii była wyspa Leyte, zdobyta pod koniec grudnia 1944 r. Następnie nastąpił atak na Mindoro, a później na Luzon.

## Preludium
Zanim siły amerykańskie mogły rozpocząć atak na Luzon, trzeba było stworzyć bazę operacyjną w pobliżu wyspy. W szczególności konieczne było utworzenie baz lotniczych, aby zapewnić oddziałom lądowym wsparcie powietrzne. Oddziały pod dowództwem gen. Williama C. Dunckela zdobyły wyspę Mindoro przy wsparciu 7 Floty. Do 28 grudnia dwie bazy powietrzne były kontrolowane przez Amerykanów, gotowe do pomocy w ich ataku na Luzon, który miał rozpocząć się 9 stycznia 1945 r. Po zdobyciu Mindoro siły amerykańskie zostały ustawione na południe od Luzonu. Jednak MacArthur zamierzał wylądować w zatoce Lingayen, dalej na północ. Dzięki temu jego żołnierze mieli znaleźć się w pobliżu kilku dróg i linii kolejowych na Luzonie prowadzących do Manili, największego miasta i stolicy Filipin, przez równiny przeważające w centrum wyspy.

### Operacje dezinformacyjne
Amerykańskie samoloty nieustannie prowadziły loty rozpoznawcze i bombowe nad południowym Luzonem, chcąc sprawić, by Japończycy uwierzyli, że atak na wyspę nadejdzie od południa. Ponadto samoloty transportowe były wykorzystywane do zrzucania manekinów na spadochronach. Saperów użyto do oczyszczenia zatok Balayan, Batangas i Tayabas, położonych na południe od Luzonu, tymczasem filipińscy partyzanci przeprowadzili szereg operacji sabotażowych na południowym Luzonie. Te wszystkie oszustwa nie przekonały jednak gen. Tomoyuki Yamashity, dowódcy Cesarskiej Armii Japońskiej na Filipinach, który kazał zbudować umocnione pozycje obronne na wzgórzach i górach otaczających Zatokę Lingayen w północnym Luzonie.

## Bitwa

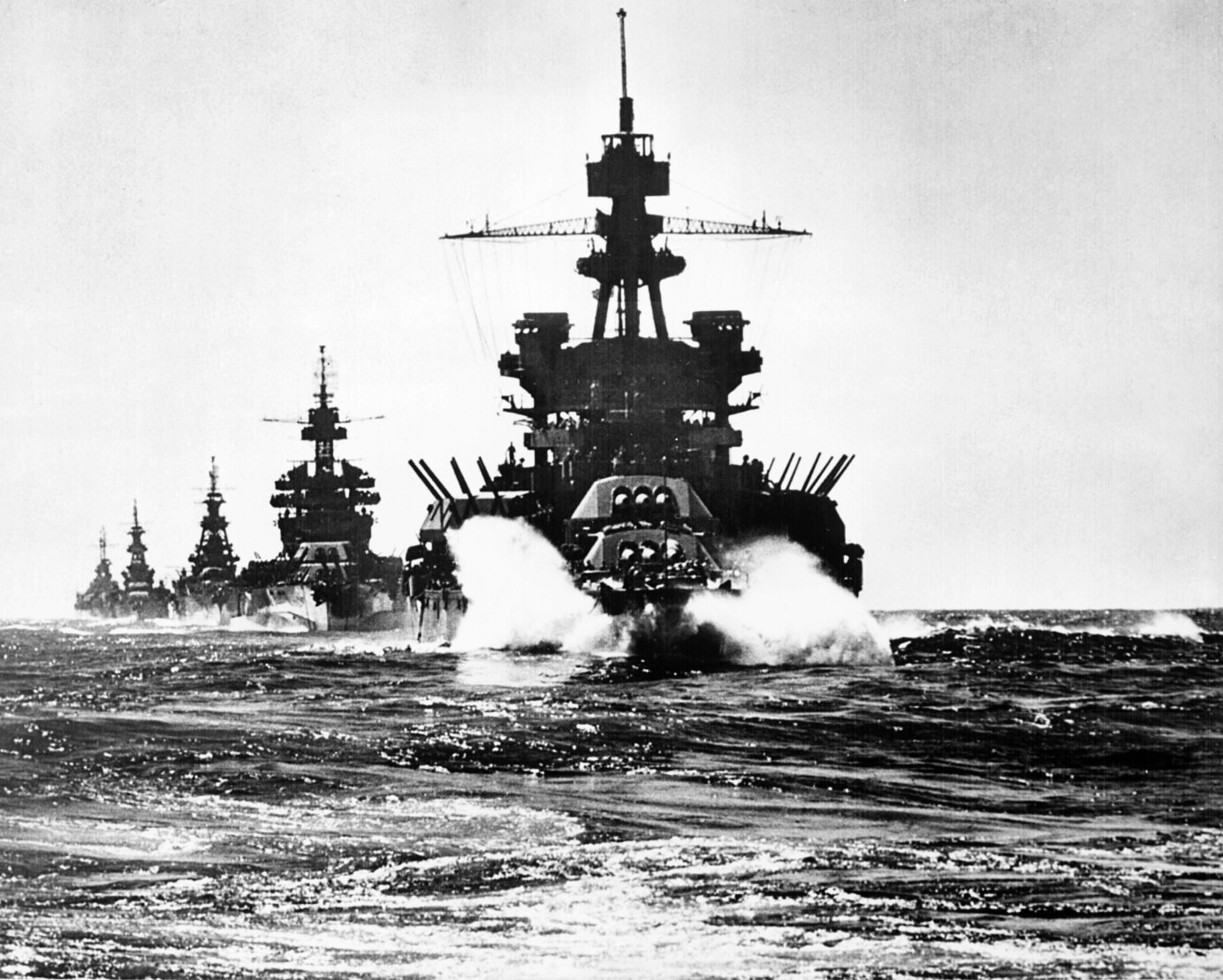
Pancerniki USS Pensylvania i USS Colorado prowadzą trzy ciężkie krążowniki do Zatoki Lingayen w celu ostrzeliwania japońskich pozycji na brzegu przed atakiem

Atak na Luzon rozpoczął się zgodnie z planem 9 stycznia 1945 r. pod kryptonimem S-Day. Japończycy zauważyli ponad 70 okrętów alianckich wpływających do Zatoki Lingayen. Ostrzał przy użyciu artylerii okrętowej przed atakami na japońskie pozycje brzegowe rozpoczął się o godz. 7:00. Desant wysadzono godzinę później. Siły inwazyjne stanęły w obliczu ataków japońskich pilotów kamikaze. Lotniskowiec USS Ommaney Bay został zniszczony w jednym z ataków samobójczych, zatopiono także niszczyciel i kilka innych mniejszych jednostek. Samoloty z 3 Floty pomagały przy lądowaniach, udzielając bliskiego wsparcia powietrznego, a także bombardowały odkryte pozycje japońskich dział.

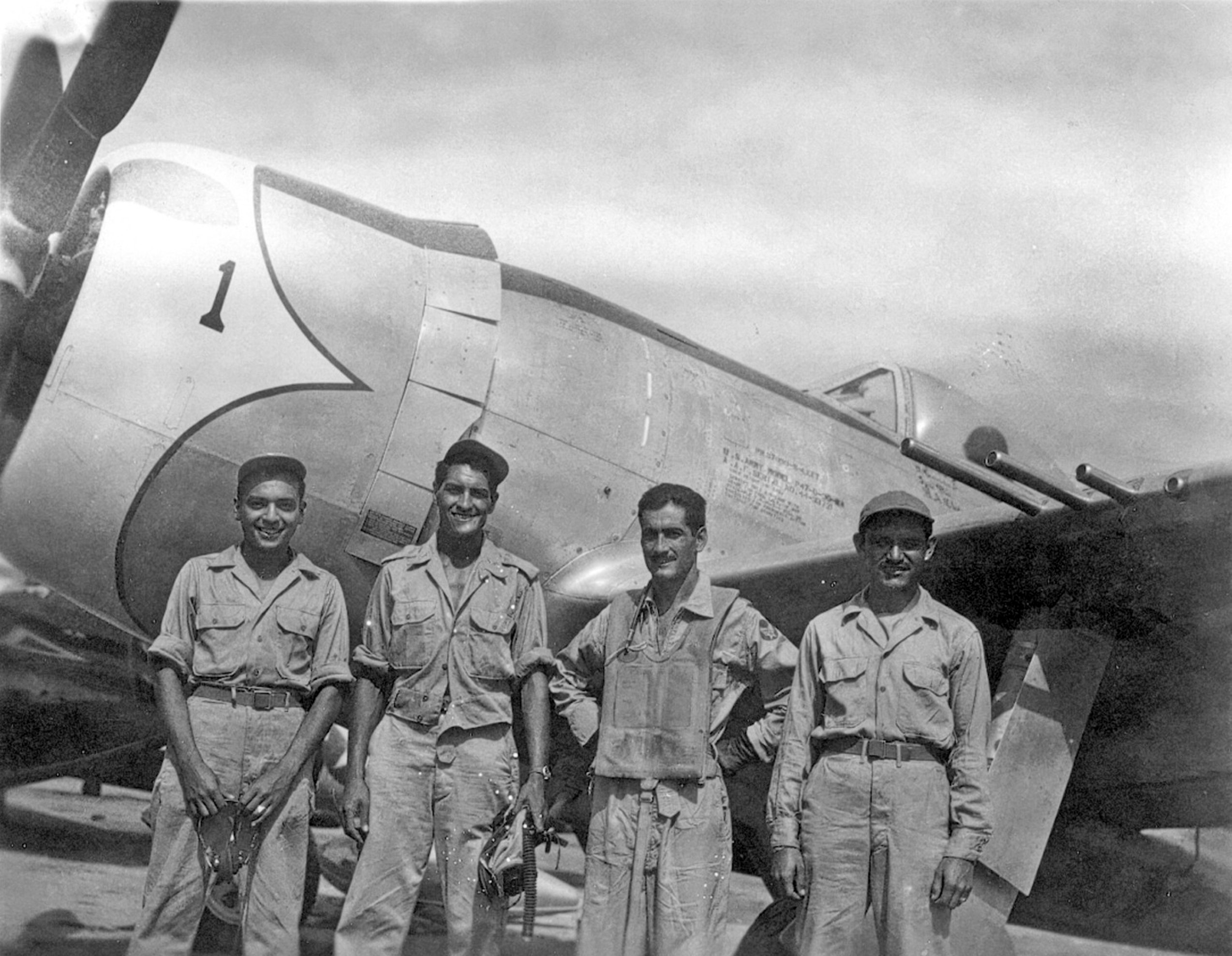
Kpt. Andrade z Escuadrón 201 stoi przed swoim P-47D z zespołem mechaników-inżynierów po powrocie z misji bojowej nad Luzonem

Desanty w Zatoce Lingayen w dniu 9 stycznia zostały wykonane przez 6 Armię pod dowództwem gen. Waltera Kruegera. Ok. 175 tys. żołnierzy wylądowało wzdłuż przyczółka o długości 32 km w ciągu kilku dni, podczas gdy I Korpus ochronił ich flanki. XIV Korpus pod dowództwem gen. Oscara Griswolda ruszył następnie na południe w kierunku Manili, pomimo obaw Kruegera, że jego wschodnia flanka była niechroniona i bezbronna, gdyby zaatakowały ją siły japońskie. Jednak nie doszło do takiego ataku, a siły amerykańskie nie spotkały się z silnym oporem, dopóki nie dotarły do bazy lotniczej Clark 23 stycznia. Bitwa w tym miejscu trwała do końca stycznia, a po zdobyciu bazy XIV Korpus ruszył w stronę Manili.

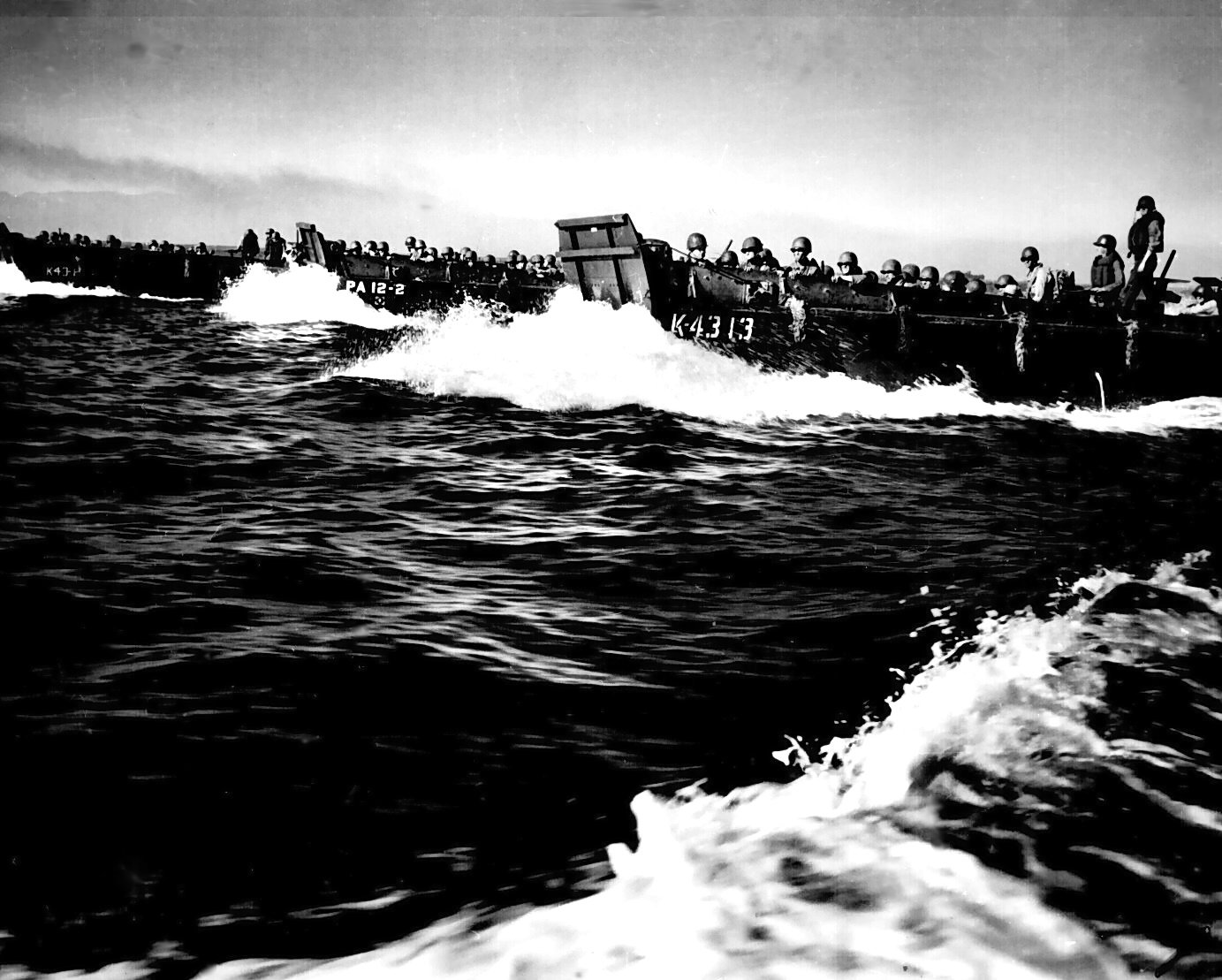
Pierwsza fala żołnierzy amerykańskich zbliża się do plaż Luzonu

Drugie lądowanie miało miejsce 15 stycznia, 72 km na południowy zachód od Manili. 31 stycznia dwa pułki 11 Dywizji Powietrznodesantowej wylądowały na spadochronach, zdobywając most, a następnie zbliżyły się do Manili. 3 lutego 1 Dywizja Kawalerii zdobyła most przez rzekę Tuliahan prowadzącą do miasta. Tego wieczora Amerykanie wkroczyli do stolicy Filipin i rozpoczęła się miesięczna bitwa o Manilę. 4 lutego spadochroniarze 11 Dywizji, zbliżając się do miasta od południa, dotarli do głównej japońskiej linii obrony na południe od Manili, gdzie ich atak został powstrzymany przez silny ogień obrońców. Gen. Yamashita nakazał swoim żołnierzom zniszczenie wszystkich mostów i innych ważnych instalacji, gdy tylko siły amerykańskie weszły do miasta, a Japończycy okopani w całym mieście nadal opierali się atakom wroga. Gen. MacArthur ogłosił rychłe odzyskanie Manili tego samego dnia. 11 lutego 11 Dywizja Powietrznodesantowa zdobyła ostatnią japońską linię zewnętrznej obrony, otaczając w ten sposób całe miasto. Siły amerykańskie i filipińskie przeprowadziły operacje oczyszczające w mieście po końca miesiąca. Straty wojskowe w Manili wyniosły 1010 Amerykanów, 3079 Filipińczyków i 12 tys. Japończyków.

## Następstwa
W następnych tygodniach walki trwały na całej wyspie Luzon, na której wylądowało więcej żołnierzy amerykańskich. Filipińscy partyzanci (wśród których byli także żołnierze amerykańscy walczący od 1941 r., który uniknęli niewoli po przegranej pierwszej kampanii filipińskiej) również zaatakowali pozycje japońskie i zabezpieczyli kilka kluczowych lokalizacji. Sprzymierzeni przejęli kontrolę nad wszystkimi strategicznie i ekonomicznie ważnymi lokalizacjami wyspy Luzon na początku marca. Małe grupy pozostałych sił japońskich wycofały się w górzyste obszary na północy i południowym wschodzie wyspy, gdzie były oblegane przez miesiące. Japońskich żołnierzy zamknięto w kilku kotłach; większość z nich poddała się wraz z generałem Yamashitą dopiero w wyniku bezwarunkowej kapitulacji Japonii, ale nieliczni rozpierzchnęli się i byli ścigani przez władze filipińskie trzy lata po wojnie. Straty japońskie w bitwie były oszałamiająco wysokie. Liczba poległych sięgnęła 205 535 osób, a tylko 9 050 zostało wziętych do niewoli. Straty amerykańskie były znacznie niższe, z 10 640 ofiarami śmiertelnymi i 365 050 rannymi. Szacuje się, że straty wśród cywilów wyniosły od 120 tys. do 140 tys. ofiar śmiertelnych.